# Фельде, Густав фом
Густав фом Фельде (нем. Gustav vom Felde; 28 июня 1908, Бад-Айльзен, Германская империя — 22 ноября 1943, Берлин, Третий рейх) — немецкий чиновник, оберштурмбаннфюрер СС, начальник гестапо в Билефельде, Эрфурте и Веймаре, командир айнзацкоманды 9 в Мисе, сотрудник Главного управления имперской безопасности.

## Биография
Густав фом Фельде родился 28 июня 1908 года в Бад-Айльзене. Окончил школу в Бюккебурге, потом изучал право в Инсбруке, Берлине и Гёттингене. В 1932 году сдал первый государственный экзамен. 
С 1923 по 1927 год состоял в Младогерманском ордене. 1 августа 1930 года вступил в НСДАП (билет № 325471) и 15 декабря 1930 года был зачислен в ряды СС (№ 9804). 22 октября 1936 года сдал второй экзамен после чего поступил на службу в гестапо в Билефельде, а в следующим году возглавил гестапо в Билефельде. Во время оккупации Чехословакии и создания имперского протектората Богемии и Моравии Фельде возглавлял айнзацкоманду 9 в судетском городе Мис (ныне Стршибро). В будущей польской военной кампании планировалось назначить Фельде командиром одной айнзацкоманды, однако он был заменён другим эсэсовцем и в конце августа 1939 года стал руководителем гестапо в Эрфурте, а с 1940 по март 1943 года был начальником гестапо в Веймаре. С 1 июня по 12 августа 1940 года проходил службу в вермахте. С июля 1941 по 1942 год командовал айнзацкомандой «Финляндия». 1 апреля 1943 года занял пост начальника группы IA (отдел кадров) в Главном управлении имперской безопасности.
Во время бомбардировки Берлина 22 ноября 1943 года Фельде погиб, находясь в здании Главного управления имперской безопасности на Принц-Альбрехт-штрассе 9. Адольф Гитлер посмертно присвоил ему должность правительственного директора и звание штандартенфюрера СС.